# Lost (5.ª temporada)
A Quinta e penúltima temporada da série de televisão norte-americana de drama, Lost, composta de dezessete episódios, foi ao ar pela American Broadcasting Company nos Estados Unidos, e pela A Channel no Canadá, em 21 de Janeiro de 2009, com término no dia 13 de Maio de 2009. A temporada continua a história dos sobreviventes do fictício acidente aéreo Vôo 815 da Oceanic Airlines depois que alguns deles são salvos. De acordo com o co-criador/produtor executivo/escritor e show runner de Lost, Damon Lindelof, a temporada é sobre "porque aquelas pessoas que saíram da ilha precisam voltar".

## Elenco

### Elenco Principal
| Ator               | Personagem                  | Frequência   |
| ------------------ | --------------------------- | ------------ |
| Matthew Fox        | Jack Shephard               | 15 episódios |
| Evangeline Lilly   | Katherine Austen "Kate"     | 15 episódios |
| Josh Holloway      | James Ford "Sawyer"         | 14 episódios |
| Elizabeth Mitchell | Juliet Burke                | 14 episódios |
| Jorge Garcia       | Hugo Reyes "Hurley"         | 14 episódios |
| Yunjin Kim         | Sun Kwon                    | 11 episódios |
| Daniel Dae Kim     | Jin Kwon                    | 11 episódios |
| Henry Ian Cusick   | Desmond David Hume          | 7 episódios  |
| Michael Emerson    | Ben Linus                   | 13 episódios |
| Ken Leung          | Miles Straume               | 13 episódios |
| Jeremy Davis       | Daniel Faraday              | 9 episódios  |
| Rebecca Mader      | Charlotte Lewis             | 5 episódios  |
| Naveen Andrews     | Sayid Jarrah                | 11 episódios |
| Terry O'Quinn      | John Locke e Homem de Preto | 12 episódios |

### Elenco Recorrente
| Ator               | Personagem              | Frequência  |
| ------------------ | ----------------------- | ----------- |
| Patrick Fischler   | Phil                    | 9 episódios |
| Nestor Carbonell   | Richard Alpert          | 8 episódios |
| Zuleikha Robinson  | Ilana Verdansky         | 7 episódios |
| François Chau      | Pierre Chang            | 7 episódios |
| Eric Lange         | Stuart Radzinsk         | 7 episódios |
| Jeff Fahey         | Frank Lapidus           | 6 episódios |
| Alan Dale          | Charles Widmore         | 5 episódios |
| Doug Hutchison     | Horace Goodspeed        | 5 episódios |
| Sonya Walger       | Penny Widmore           | 5 episódios |
| William Blanchette | Aaron Littleton         | 5 episódios |
| Brad William Henke | Bram                    | 5 episódios |
| Saïd Taghmaoui     | Cesar                   | 5 episódios |
| John Terry         | Christian Shephard      | 4 episódios |
| Fionnula Flanagan  | Eloize Hawking          | 4 episódios |
| Jon Gries          | Roger Linus             | 4 episódios |
| Sterling Beaumon   | jovem Ben Linus         | 4 episódios |
| Sam Anderson       | Bernard Nadler          | 3 episódios |
| L. Scott Caldwell  | Rose Henderson          | 3 episódios |
| Melissa Farman     | jovem Danielle Rousseau | 3 episódios |
| Alice Evans        | Eloize Hawking aos 40   | 3 episódios |
| Reiko Aylesworth   | Amy                     | 3 episódios |

### Elenc Convidado
| Ator                 | Personagem               | Frequência  |
| -------------------- | ------------------------ | ----------- |
| Mark Pellegrino      | Jacob                    | 2 episódios |
| Susan Duerden        | Carole Littleton         | 2 episódios |
| David S. Lee         | Charles Widmore aos 40   | 2 episódios |
| Tom Connolly         | Charles Widmore aos 17   | 2 episódios |
| Sean Whalen          | Neil "Frogurt"           | 2 episódios |
| Tania Raymonde       | Alex                     | 1 episódio  |
| Kim Dickens          | Cassidy Phillips         | 1 episódio  |
| Marsha Thomason      | Naomi Dorrit             | 1 episódio  |
| Andrea Gabriel       | Noor Abed Jazeem "Nadia" | 1 episódio  |
| Alexandra Krosney    | Eloize Hawking aos 17    | 1 episódio  |
| Titus Welliver       | Inimigo de Jacob         | 1 episódio  |
| Lillian Hurst        | Carmen Reyes             | 1 episódio  |
| Cheech Marin         | David Reyes              | 1 episódio  |
| Devon Gearhart       | jovem Ethan Rom          | 1 episódio  |
| William Mapother     | Ethan Rom                | 1 episódio  |
| Malcolm David Kelley | Walt Lloyd               | 1 episódio  |

### Participação Especial
| Ator               | Personagem       | Frequência |
| ------------------ | ---------------- | ---------- |
| Michelle Rodriguez | Ana Lucia Cortez | 1 episódio |

### Episódios
| Título | Estreia                 | Código | Personagem(ns) Central(is) | #      |  |
| --- | ----------------------- | ------ | -------------------------- | ------ |  |
| |                         |        |                            |        |  |
| "Lost: O Destino Chama" | 21 de Janeiro de 2009   | 500    | Recapitulação              |        |  |
| Atualizando os espectadores com os eventos explosivos do aclamado drama, esse episódio especial mostra as questões já respondidas e os mistérios que permanecem sem respostas. Um grande aperitivo antes da tão antecipada chegada da quinta temporada. |                         |        |                            |        |  |
| |                         |        |                            |        |  |
| Because You Left | 21 de Janeiro de 2009   | 501    | Vários                     | 01 87  |  |
| Os sobreviventes que ficaram na ilha começam a sentir os efeitos do que acontece depois que a ilha é movida, e Jack e Ben começam sua jornada para reunir os Oceanic 6 para retornar à ilha com o corpo de Locke na tentativa de salvar seus antigos companheiros. Ausente: Daniel Dae Kim como Jin Kwon |                         |        |                            |        |  |
| |                         |        |                            |        |  |
| The Lie | 21 de Janeiro de 2009   | 502    | Hugo "Hurley" Reyes        | 02 88  |  |
| Hurley e Sayid estão fugindo dos policiais após esbarrarem em problemas em seu esconderijo; os sobreviventes da ilha são atacados por forças desconhecidas; e um velho amigo oferece um conselho chocante a Kate na tentativa de assegurar que ela mantenha "a mentira" em segredo. Participações Especias: Michelle Rodriguez como Ana-Lucia                                                                             |                         |        |                            |        |  |
| |                         |        |                            |        |  |
| Jughead | 28 de Janeiro de 2009   | 503    | Desmond Hume               | 03 89  |  |
| Desmond procura uma mulher que pode ser a chave para ajudar Faraday a parar os saltos da ilha no tempo; Locke descobre quem atacou os sobreviventes Ausente: Michael Emerson como Ben, Jorge Garcia como Hurley, Matthew Fox como Jack, Evangeline Lilly como Kate, Naveen Andrews como Sayid, Yunjin Kim como Sun e Daniel Dae Kim como Jin                                                                              |                         |        |                            |        |  |
| |                         |        |                            |        |  |
| The Little Prince | 4 de Fevereiro de 2009  | 504    | Kate Austen                | 04 90  |  |
| Kate descobre que alguém sabe o segredo sobre a verdadeira linha de parentesco de Aaron. Enquanto isso, os dramáticos saltos através do tempo colocam as vidas dos sobreviventes remanescentes em extremo perigo. Participações Especias: Emilie de Ravin como Claire Ausente: Henry Ian Cusick como Desmond |                         |        |                            |        |  |
| |                         |        |                            |        |  |
| This Place is Death | 11 de Fevereiro de 2009 | 505    | Jin Kwon e Sun Kwon        | 05 91  |  |
| Locke assume a responsabilidade de encerrar as movimentações cada vez mais violentas da ilha através do tempo; Ben encara um grande obstáculo em seus esforços para reunir os Oceanic 6 e levá-los de volta à ilha. Ausente: Jorge Garcia como Hurley |                         |        |                            |        |  |
| |                         |        |                            |        |  |
| 316 | 18 de Fevereiro de 2009 | 506    | Jack Shephard              | 06 92  |  |
| O caminho para voltar à ilha é revelada aos membros do Oceanic Six, mas existem problemas quando nem todos querem retornar. Ausente: Jeremy Davies como Daniel, Josh Holloway como Sawyer, Ken Leung como Miles, Rebecca Madder como Charlotte e Elizabeth Mitchell como Juliet Burke |                         |        |                            |        |  |
| |                         |        |                            |        |  |
| The Life and Death of Jeremy Bentham | 25 de Fevereiro de 2009 | 507    | John Locke                 | 07 93  |  |
| A missão de Locke fora da ilha como Jeremy Bentham é revelada. Participação Especial Malcolm David Kelley Ausente: Jeremy Davies como Daniel, Josh Holloway como Sawyer, Ken Leung como Miles, Henry Ian Cusick como Desmond, Michael Emerson como Ben, Rebecca Madder como Charlotte, Yunjin Kim como Sun e Daniel Dae Kim como Jin                                                                                      |                         |        |                            |        |  |
| |                         |        |                            |        |  |
| LaFleur | 4 de março de 2009      | 508    | James "Sawyer" Ford        | 08 94  |  |
| Sawyer perpetua uma mentira com alguns outros sobreviventes para protegê-los de erros do passado. Ausente: Henry Ian Cusick como Desmond,Rebecca Madder como Charlotte, Yunjin Kim como Sun e Naveen Andrews como Sayid |                         |        |                            |        |  |
| |                         |        |                            |        |  |
| Namaste | 18 de março de 2009     | 509    | Vários                     | 09 95  |  |
| Quando alguns amigos aparecem desavisadamente, LaFleur é forçado a perpetuar sua mentira para protegê-los Ausente: Henry Ian Cusick como Desmond, Rebecca Madder como Charlotte, Jeremy Davies como Daniel e Terry O'Quinn como O Inimigo |                         |        |                            |        |  |
| |                         |        |                            |        |  |
| He's Our You | 25 de março de 2009     | 510    | Sayid Jarrah               | 10 96  |  |
| As coisas começam a ficar mais claras quando um dos sobreviventes age sozinho e resolve os problemas com as próprias mãos, arriscando a vida de todos na ilha Ausente: Henry Ian Cusick como Desmond, Rebecca Madder como Charlotte, Jeremy Davies como Daniel, Terry O'Quinn como O Inimigo e Ken Leung como Miles |                         |        |                            |        |  |
| |                         |        |                            |        |  |
| Whatever Happened, Happened | 1 de abril de 2009      | 511    | Kate Austen                | 11 97  |  |
| Kate toma medidas extremas para salvar a vida de Ben quando Jack se recusa a ajudar. Ao mesmo tempo, Kate começa a contar a verdade sobre a mentira construída para proteger Aaron. Ausente: Henry Ian Cusick como Desmond, Rebecca Madder como Charlotte e Jeremy Davies como Daniel |                         |        |                            |        |  |
| |                         |        |                            |        |  |
| Dead is Dead | 8 de abril de 2009      | 512    | Ben Linus                  | 12 98  |  |
| Ben tenta convocar o monstro de fumaça para ser julgado por pecados do passado. Ausente: Jeremy Davies como Daniel, Rebecca Madder como Charlotte, Josh Holloway como Sawyer, Ken Leung como Miles, Elizabeth Mitchell como Juliet Burke, Daniel Dae Kim como Jin e Naveen Andrews como Sayid |                         |        |                            |        |  |
| |                         |        |                            |        |  |
| Some Like it Hoth | 15 de abril de 2009     | 513    | Miles Straume              | 13 99  |  |
| Ben é tirado da enfermaria - o que levanta suspeitas sobre uma possível falha de segurança -, e Miles é forçado a trabalhar com Hurley para entregar um importante pacote a um oficial da alta hierarquia Dharma. Ausente: Henry Ian Cusick como Desmond, Rebecca Madder como Charlotte, Naveen Andrews como Sayid, Terry O'Quinn como O Inimigo, Michael Emerson como Ben, Yunjin Kim como Sun e Daniel Dae Kim como Jin |                         |        |                            |        |  |
| |                         |        |                            |        |  |
| "Lost: A História do Oceanic 6" | 22 de Abril de 2009     | 518    | Recapitulação              |        |  |
| "Lost: The Story of the Oceanic 6" irá explorar a série de um jeito que irá atualizar os espectadores—mas qual os espectadores atuais também vão achar iluminador - na descoberta do que aconteceu com os Oceanic 6 e com os sobreviventes da ilha restantes durante três anos depois de Ben ter movido a ilha. |                         |        |                            |        |  |
| |                         |        |                            |        |  |
| The Variable | 29 de abril de 2009     | 514    | Daniel Faraday             | 14 100 |  |
| O tempo de calcular começa quando Daniel Faraday começa a se lembrar do que sabe sobre a ilha. Ausente: Naveen Andrews como Sayid, Terry O'Quinn como O Inimigo, Michael Emerson como Ben e Yunjin Kim como Sun |                         |        |                            |        |  |
| |                         |        |                            |        |  |
| Follow the Leader | 6 de Maio de 2009       | 515    | Richard Alpert             | 15 101 |  |
| Jack e Kate divergem quanto à melhor maneira de salvar seus amigos sobreviventes, e Sawyer e Juliet ficam na mira da investigação da Iniciativa Dharma. Ausente: Henry Ian Cusick como Desmond e Rebecca Madder como Charlotte |                         |        |                            |        |  |
| |                         |        |                            |        |  |
| |                         |        |                            |        |  |
| "Lost: Uma Jornada no Tempo" | 13 de Maio de 2009      | 519    | Recapitulação              |        |  |
| O retorno dos Oceanic Six à ilha, os violentos movimentos através do tempo para os sobreviventes deixados para trás, a vida no tempo da DHARMA nos anos 1970 e a ressurreição de Locke serão explorados. |                         |        |                            |        |  |
| |                         |        |                            |        |  |
| The Incident part 1 | 13 de Maio de 2009      | 516    | Jacob                      | 16 102 |  |
| Jack quer colocar as coisas no lugar na ilha, mas encontra forte resistência daqueles próximos a ele. Enquanto isso Locke dá uma tarefa difícil a Ben. Ausente: Henry Ian Cusick como Desmond, Rebecca Madder como Charlotte e Jeremy Davies como Daniel |                         |        |                            |        |  |
| |                         |        |                            |        |  |
| The Incident part 2 | 13 de Maio de 2009      | 517    | Jacob                      | 17 103 |  |
| Jack quer colocar as coisas no lugar na ilha, mas encontra forte resistência daqueles próximos a ele. Enquanto isso Locke dá uma tarefa difícil a Ben. Ausente: Henry Ian Cusick como Desmond, Rebecca Madder como Charlotte e Jeremy Davies como Daniel |                         |        |                            |        |  |
| |                         |        |                            |        |  |

### Prêmios
Saturn Awards 2009 - Melhor Série 
 Séries das 0:30 da Rede Globo 

| Prison Break - 1ª e 2ª Temporada (2009) | Lost - 5ª Temporada (2010) | 24 Horas - 7ª Temporada (2010ç) |